# (500250) 2012 KE5
(500250) 2012 KE5 es un asteroide perteneciente al cinturón de asteroides, descubierto el 30 de enero de 2011 por el equipo del Pan-STARRS desde el Observatorio de Haleakala, Hawái, Estados Unidos.

## Designación y nombre
Designado provisionalmente como 2012 KE5.

## Características orbitales
2012 KE5 está situado a una distancia media del Sol de 2,707 ua, pudiendo alejarse hasta 2,916 ua y acercarse hasta 2,497 ua. Su excentricidad es 0,077 y la inclinación orbital 6,373 grados. Emplea 1626,96 días en completar una órbita alrededor del Sol.

## Características físicas
La magnitud absoluta de 2012 KE5 es 17,3.